# Disavventure di un commissario di polizia
Disavventure di un commissario di polizia (Tendre Poulet) è un film francese del 1978 diretto da Philippe de Broca.